# Stazione di Angoulême
La stazione di Angoulême (in francese Gare d'Angoulême) è una stazione della linea Parigi-Bordeaux.